# Missa pretridentina

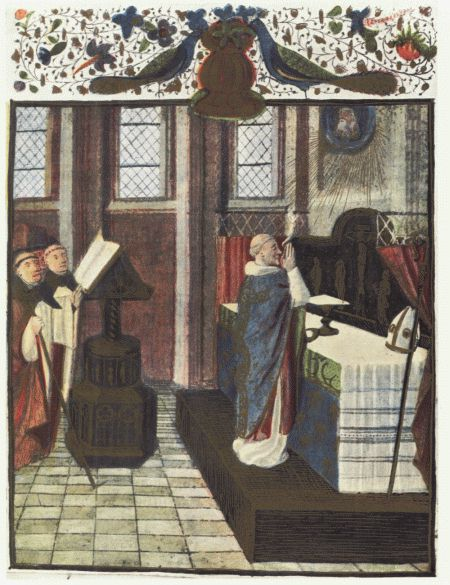
Una missa al

La missa pretridentina es refereix a les variants del ritu litúrgic de la missa a Roma abans de 1570, quan, amb la butlla Quo primum, Pius V va decretar que la seva revisió del Missal romà fos obligatori a tota l'Església llatina o occidental, excepte aquells llocs i congregacions que els seus ritus diferents poguessin demostrar una antiguitat de dos-cents anys o més.
El papa va fer aquesta revisió del Missal romà, que va incloure la introducció de les Oracions al peu de l'altar i l'afegit de tot el que al seu Missal segueix el Ite missa est, a petició del concili de Trento (1545-63), presentat al seu predecessor en la seva sessió final.
Fora de Roma abans de 1570, s'utilitzaven molts altres ritus litúrgics, no només a l'Orient, sinó també a l'Occident. Alguns ritus occidentals, com el ritu mossàrab, no tenien relació amb el ritu romà que el Pius V va revisar i va ordenar que s'adoptés generalment, i fins i tot zones que havien acceptat el ritu romà havien introduït canvis i addicions. Com a resultat, moltes les províncies eclesiàstiques i gairebé totes les diòcesis van tenir el seu usatge local, com ara l'usatge de Sarum, l'usatge de York i l'usatge d'Hereford a Anglaterra. A França es van trobar forts rastres del ritu gal·licà. A excepció dels relativament pocs llocs on no s'havia adoptat mai cap forma de ritu romà, el cànon de la missa es va mantenir generalment uniforme, però les oracions a l'Ordo Missae, i encara més el “Proprium Sanctorum” i el “Proprium de tempor", va variar àmpliament.
La missa pretridentina va sobreviure després de Trento en algunes àrees anglicanes i luteranes amb alguna modificació local del ritu bàsic romà fins al moment en què el culte es va canviar al vernacla. Les dates de canvi a la llengua vernacular, total o parcial, varien àmpliament per ubicació. En algunes zones luteranes això va trigar tres-cents anys, ja que els escolars van cantar litúrgies corals que aprenien llatí.

## Narracions més antigues
El primer relat sobreviscut de la celebració de l'Eucaristia o de la missa a Roma és el de Sant Justí Màrtir (mort cap al 165), al capítol 67 de la seva Primera apologia :
| « | El dia anomenat diumenge, tots els que viuen a les ciutats o al camp es reuneixen a un lloc i es llegeixen les memòries dels apòstols o els escrits dels profetes, sempre que el temps ho permeti; aleshores, quan el lector ha cessat, el president instrueix verbalment i exhorta a la imitació d'aquestes coses bones. Llavors tots ens aixequem i preguem, i, com hem dit abans, quan s'acaba la nostra pregària, es porten el pa, el vi i l'aigua, i el president de la mateixa manera ofereix oracions i gràcies, d'acord amb la seva capacitat i la gent assenteix, dient Amen; i hi ha una distribució a cadascun, i una participació d'aquella sobre la qual s'han donat gràcies, i als que no hi ha una part és enviada pels diaques. | » |

Al capítol 65, Justí diu que el bes de la pau es donava abans que el pa i el vi barrejat amb aigua es portés al "president dels germans". El llenguatge litúrgic inicial utilitzat era el grec, abans aproximadament l'any 190 sota el papa Víctor, quan l'Església de Roma va canviar del grec al llatí, excepte en particular pel mot hebreu "Amen", el significat del qual Justí explica en grec (γένοιτο), dient que per això «totes les persones presents manifesten el seu consentiment» quan el president dels germans "ha conclòs les oracions i les accions de gràcies".
A més, al capítol 66 de la primera Apologia de Justí Màrtir, descriu el canvi (explicat com a transsubstanciació) que es produeix a l'altar: «Perquè no tan pa comú ni beguda comuna els rebem; sinó que Jesucrist, el nostre Salvador, es va encarnar. per la paraula de Déu i que ha tingut tant carn i sang per a la nostra salvació, també, segons ens han ensenyat, el menjar que ha estat convertit a l'Eucaristia per l'oració eucarística que ell va establir i pel canvi de la nostra sang. i la carn es nodreix, és la carn i la sang d'aquest Jesús encarnat». (Primera apologia 66: 1-20 [148 dC]).
Les descripcions de la litúrgia de missa a Roma d'Hipòlit (mort cap al 235) i Novacià (mort cap al 250) són similars a les de Justí.

## Primers canvis
No és clar quan la llengua de la celebració va canviar del grec al llatí. El papa Víctor I (190–202) pot ser el primer a utilitzar el llatí en la litúrgia a Roma. Altres creuen que el llatí es va adoptar finalment gairebé un segle després. El canvi va ser probablement gradual, amb els dos idiomes utilitzats durant un temps.
Abans del pontificat del papa Gregori I (590–604), el ritu romà de la missa va patir molts canvis, entre els quals es va incloure una "refundació completa del cànon" (terme que en aquest context significa l'anàfora o Pregària eucarística), el nombre de les lectures de l'Escriptura es va reduir, es van ometre les oracions dels fidels (deixant, però, l'Oremus que les introduïa), es va traslladar el bes de pau després de la Consagració i hi havia una tendència creixent a variar, en referència a la festa o a l'èpocam les oracions, al prefaci, i fins i tot al cànon.
Pel que fa al cànon romà de la missa, les oracions que comencen «Te igitur, Memento Domine» i «Quation oblationem» ja estaven en ús, encara que no amb la mateixa redacció que ara, cap a l'any 400; al segle V es van afegir les «Comunicantes», l'«Hanc igitur» i el «Memento etiam» i «Nobis quoque» van ser afegides a la post-consagració durant el segle v.
El papa Gregori I va fer una revisió general de la litúrgia de la missa, "eliminant moltes coses, canviant-ne algunes, afegint-ne algunes", tal com escriu el seu biògraf, Joan el diaca. Se li atribueix l'afegit a l'Hanc igitur les paraules «diesque nostros al vostre ritme disponible» i va situar la pregària del Senyor immediatament després del cànon.

## Edat mitjana
Cap al final del segle viii, Carlemany va ordenar que s'utilitzés el ritu de missa romà a tots els seus dominis. Tot i això, alguns elements del ritu gal·licà precedent es van fondre amb ell al nord dels Alps i el ritu mixt resultant va ser introduït a Roma sota la influència dels emperadors que van succeir Carlemany. La influència gal·licana és responsable de la introducció al ritu romà de cerimònies dramàtiques i simbòliques com la benedicció de les espelmes, les cendres, les palmes i gran part del ritual de la Setmana Santa.
La recitació del Credo (Credo de Nicea) després de l'Evangeli s'atribueix a la influència de l'emperador Enric II (1002-24). La influència gal·licana explica la pràctica d'encensar les persones, introduïda al segle xi o XII; "Abans d'aquella època, l'encens només es cremava durant processons (l'entrada i processó de l'evangeli)". Les oracions privades perquè el sacerdot digués abans de la comunió eren una altra novetat. Al voltant del segle xiii, es va afegir a l'Ofertori un elaborat ritual i unes oracions addicionals d'origen francès, en què l'única oració que el sacerdot va dir en temps anteriors era la Secreta; aquestes oracions van variar considerablement fins que van ser solucionades pel Pius V el 1570. Pius V també va introduir les Oracions al peu de l'altar, que abans es deien majoritàriament a la sagristia o durant la processó a l'altar com a part de la preparació del sacerdot, i també per primera vegada fou admès formalment a la Missa tot el que segueix al Ite missa est en la seva edició del Missal romà. Les edicions posteriors del Missal Romà van abreujar aquesta part ometent el Canticle dels tres joves i el Salm 150, seguides d'altres oracions, que a l'edició de Pius V, el sacerdot havia de dir deixant l'altar.
Des del 1474 fins al text de 1570 del papa Pius V, hi havia almenys 14 impressions diferents que pretenien presentar el text de la missa com el celebrat a Roma, més que no pas en un altre lloc, i que per tant foren publicades amb el títol de "Missal romà". Es van produir a Milà, Venècia, París i Lió. Fins i tot aquestes mostren variacions. Els missals locals, com el Missal parisenc, dels quals almenys 16 edicions impreses van aparèixer entre 1481 i 1738, mostraven diferències més importants.
El Missal romà de Pius V va establir gradualment la uniformitat dins de l'Església occidental després d'un període que havia estat testimoni de respecte de les variacions regionals en l'elecció de les Epístoles, dels Evangelis i de les oracions en l'Ofertori, la Comunió i el començament i la fi de la missa, a excepció d'unes quantes diòcesis i ordres religiosos, l'ús d'aquest Missal es va fer obligatori. Va trigar fins al segle xix per que aquest ritu estandarditzat esdevingués realment universal.

## Comparació de la Missa, vers el 400 i el 1000
| c. 400                                                                                              | c. 1000                                                                             |
| --------------------------------------------------------------------------------------------------- | ----------------------------------------------------------------------------------- |
| Missa dels Catecumens                                                                               | Previs a la Missa                                                                   |
| Salutació introductòria                                                                             | Cerimònies d'entrada - Introit - Kyrie - Gloria in Excelsis Deo - Col·lecta         |
| Lectura 1: els Profetes Salm responsorial Lectura 2: Epístola Salm responsorial Lectura 3: Evangeli | Lectures - Epístola - Gradual - Al·leluia o Tract - Seqüència (opcional) - Evangeli |
| Sermó                                                                                               | Sermó (opcional)                                                                    |
| Pregària Sortida dels catecumens                                                                    | Credo "Oremus"                                                                      |
| Comunió dels Fidels                                                                                 | Sacrifici de la Missa                                                               |
| Ofertori o presents Pregària sobre les ofrenes                                                      | Ritus d'ofertori - Ofertori - Pregàries i Salm 25 - Canon petit (opcional) - Secret |
| Pregària eucarísticas                                                                               | Pregària eucarística - Prefaci - Sanctus - Cànon                                    |
| R>itus de la Comunió Salm acompanyant la comunió Pregària                                           | Cicle de la comunió - Pater noster - Agnus Dei - Comunió - Pregàries - Post-comunió |
| Acomiadament dels fidels                                                                            | Ite, missa est o Benedicamus Domino                                                 |